# Школа № 11 (Ишимбай)
Средняя общеобразовательная школа № 11 с углублённым изучением отдельных предметов — муниципальное бюджетное общеобразовательное учреждение города Ишимбая, крупнейшая школа города. Одна из трёх тысяч школ России — победителей нацпроекта «Образование» 2007 года (Всероссийский конкурс образовательных учреждений, внедряющих инновационные образовательные программы в рамках ПНПО) . В школе с апробируются новые педагогические методики, начиная с 1982 года, когда ввели обучение с шести лет.

## История
Школа была создана в 1930-е годы для детей нефтяников, была начальной и находилась в домике на Геологической улице. Первый директор Гапонова.
В 1940 году школа стала неполной средней школой, директором назначили Ивана Владимировича Максимова. Школа переехала в одноэтажное здание на пересечении Бульварной и Советской улиц.
В 1973 году школа переехала в третье здание — кирпичное трёхэтажное здание на улице Губкина.
В 1982 году очередной переезд вновь на Бульварную улицу — в трёхэтажное кирпичное здание.
С 1985 года работает группа «Поиск», ищущая родственников красноармейцев, захороненных в братской могиле Ишимбая.
В 2005-м создано научное общество учащихся.

## Тривия
Есть сайты отдельных классов: http://life7aklass.ucoz.ru, http://www.11school-7g.ru